# Zantafio
Zantafio est un personnage de fiction créé par Franquin dans l'album de bande dessinée Spirou et les héritiers de la série Spirou et Fantasio en 1951. Il est le cousin mafieux de Fantasio.

## Description

### Physique
Zantafio ressemble physiquement à Fantasio, mais a des cheveux bruns gominés et une moustache. Son aspect physique se modifie légèrement dans L'Ombre du Z où il porte une courte barbe et les cheveux taillés en brosse. Il retrouve son apparence initiale dans Le Faiseur d'or et Tora Torapa, puis porte à nouveau une barbe dans Spirou à Moscou, ainsi que dans L'Homme qui ne voulait pas mourir où il a un collier de barbe comme Zorglub. Il retrouve une nouvelle fois sa moustache caractéristique dans La Colère du Marsupilami.

### Personnalité
Cousin peu scrupuleux de Fantasio, Zantafio est un méchant récurrent de la série. Dans Spirou et les Héritiers, il est dépeint comme un simple voyou, capable de nombreuses malhonnêtetés mais susceptible de se racheter, comme le montre sa réconciliation avec Fantasio et Spirou à la fin de l'album. Lors de ses apparitions suivantes, Zantafio devient un malfaiteur international très dangereux, capable – dès sa seconde apparition, dans Le Dictateur et le champignon – de provoquer une guerre dans le seul but de s'enrichir. Contrairement à Zorglub, qui est un personnage plus ridicule que dangereux, Zantafio fait figure de méchant intégral.
Dans une réédition complète ultérieure des albums Franquin de Spirou est citée une phrase de l'auteur où celui-ci regrette en fin de compte d'avoir mené de front au départ les deux images « bonne » et « mauvaise » de Zantafio au risque de brouiller la perception du personnage. Mais Franquin justifie habilement la séparation entre l'ancien et le nouveau Zantafio par un propos de l'intéressé dans Le Dictateur et le champignon : « Il a disparu dans la forêt amazonienne et malheur à qui prononcera son nom devant le général Zantas. »

## Biographie du personnage
Zantafio est le cousin de Fantasio (dont son nom est une contrepèterie où un Z remplace le S, pour conserver la même prononciation). Il apparaît pour la première fois dans l'album Spirou et les Héritiers. Après le décès de leur oncle Tanzafio, Fantasio et lui entrent en compétition pour obtenir l'héritage, sachant que seul pourra en bénéficier celui qui accomplira trois épreuves : inventer une machine nouvelle et d'utilité publique, gagner une course automobile, et capturer un marsupilami. On découvre rapidement que Zantafio est prêt à tout, même aux pires coups bas, pour empocher l'héritage. Mais durant la dernière épreuve, Zantafio sauve Spirou et Fantasio des féroces indiens Chahutas, déclarant qu'il regrette ses mauvaises actions, avant de disparaître dans les profondeurs de la jungle de Palombie.
Spirou et Fantasio retrouvent Zantafio dans Le Dictateur et le Champignon : il est alors devenu dictateur de la Palombie sous le nom de Général Zantas. Dirigeant le pays d'une main de fer, il ambitionne d'envahir le pacifique pays voisin, le Guaracha, afin de s'emparer de ses richesses. Spirou, Fantasio et Seccotine parviennent à le renverser avec l'aide d'une invention du comte de Champignac, le métomol, un gaz qui fait « fondre » le matériel militaire du dictateur à la veille de l'invasion. Zantafio est alors contraint à la fuite.
Vaincu et sans argent, Zantafio est vraisemblablement contraint de rentrer en Europe. Il tente alors de refaire fortune en commettant des vols et en cherchant à faire accuser son cousin à sa place dans La Mauvaise Tête.
Dans L'Ombre du Z, Zantafio est le bras droit de Zorglub dans sa conquête du monde. Trahissant son employeur, il utilise les inventions de Zorglub pour s'enrichir en commettant des attaques à main armée et vise, à long terme, à reconquérir la Palombie. Il est finalement arrêté et remis à la justice.
De retour en Europe, Zantafio tente, dans Le Faiseur d'or - première histoire de Fournier - de voler les plans du livre de Nicolas Flamel, supposé lui permettre de construire une machine à faire de l'or.
Sous le nom de Papa Pop, il devient ensuite le numéro 1 du Triangle, organisation mafieuse internationale. Dans Tora Torapa, il tente de faire main basse sur des installations nucléaires polynésiennes. Ses plans déjoués, il doit fuir avec ses complices sur un canot, en plein océan Pacifique.
Zantafio réapparaît vingt ans plus tard, dans Spirou à Moscou, album de Tome et Janry. Devenu influent au sein de la mafia russe, il se fait passer pour un héritier de la famille impériale et tente de profiter de la fin de l'URSS pour soutirer de l'argent au gouvernement en subtilisant la momie de Lénine. Il arbore désormais une légère barbe et se fait appeler Tanaziof.
Morvan et Munuera le remettent en scène dans L'homme qui ne voulait pas mourir. Zantafio, revenu une nouvelle fois en Europe avec deux de ses lieutenants, tente de se faire oublier et d'échapper à la mafia russe à laquelle il doit de l'argent. Mais la résurrection inattendue de son oncle Tanzafio, dépositaire du secret de l'El Dorado et d'une eau de jouvence qui y coulerait, l'incite à sortir de l'ombre, et à partir à la recherche de la source miraculeuse en Amérique du Sud.
Zantafio revient dans La Colère du Marsupilami, de Yoann et Vehlmann, où il continue à se cacher pour échapper à la mafia russe et subsiste en se livrant à des arnaques sur Internet à partir d'un bar perdu quelque part au Québec où il se fait appeler Foizanat. On découvre qu'il est le responsable de la disparition du marsupilami : en utilisant un appareil à zorglonde de Zorglub, il a hypnotisé Spirou et Fantasio afin de leur voler l'animal pour le revendre à un collectionneur. Spirou et Fantasio retrouvent Zantafio, le sauvent de la mafia rouge et le contraignent à les conduire en Palombie, à la recherche du marsupilami. Perdus au milieu de la jungle, Fantasio va s'allier avec lui pour rebrousser chemin. Il va ensuite utiliser contre les deux héros un émetteur de zorglonde abandonné dans une ancienne base de Zorglub. Mais après avoir essayé de voler une nouvelle fois le marsupilami, il finira seul dans la jungle divaguant au milieu des indiens Awaks menaçants.

## Apparitions du personnage

### Bande dessinée
- Spirou et Fantasio : Spirou et les Héritiers (Franquin, Dupuis, 1952)
- Spirou et Fantasio : Le Dictateur et le champignon (Franquin, Dupuis, 1956)
- Spirou et Fantasio : La Mauvaise Tête (Franquin, Dupuis, 1956)
- Spirou et Fantasio : L'Ombre du Z (Franquin, Dupuis, 1962)
- Spirou et Fantasio : Le Faiseur d'or (Fournier, Dupuis ,1970)
- Spirou et Fantasio : Tora Torapa (Fournier, Dupuis, 1973)
- Spirou et Fantasio : La Jeunesse de Spirou (Tome, Janry, Dupuis, 1987)
- Spirou et Fantasio : Spirou à Moscou (Tome, Janry, Dupuis,1990)
- Spirou et Fantasio : HS 3, La Voix sans maître (collectif, Dupuis, 2003)
- Spirou et Fantasio : HS 4, Fantasio et le fantôme (collectif, Dupuis, 2003)
- Spirou et Fantasio : L'Homme qui ne voulait pas mourir (Morvan, Munuera, Dupuis, 2005)
- Spirou et Fantasio : La Colère du Marsupilami (Yoann, Vehlmann, Dupuis, 2016)
- Le Spirou de… : Spirou à Berlin (Flix, Dupuis, 2016)

### Série animée
- Spirou et Fantasio (2006)